# Haplotyp
Haplotyp (z řeckého haploos = jednoduchý) je kombinace alel odkazujících na různá místa sekvence DNA. Celá kombinace je přitom přenášena společně. Haplotyp může představovat sadu dvou a více míst (až po kompletní chromozóm) v závislosti na počtu rekombinací, které se vyskytly v rámci dané sady. Výraz haplotyp vznikl zkrácením tvaru haploidní genotyp.
V jiném významu se haplotypem myslí jednonukleotidové polymorfismy (SNP) na jediné chromatidě, které jsou statisticky sdruženy. Toto sdružení několika alel může jednoznačně identifikovat všechny ostatní polymorfní části v dané oblasti. Takové informace mohou pomáhat např. při studiu dědičných chorob, protože není nutné znát kompletní sekvenci daného úseku DNA, ale pouze zjistit genotyp minimálního počtu, tzv. tagSNP (značkovacích SNP), což snižuje technickou a finanční náročnost studií čítajících velké množství subjektů.
Analýza haplotypických dat je možná v rámci prostředí R za pomoci balíku pegas.

## Y-DNA haplotypy z genealogických testů DNA
Chromozóm Y se na rozdíl od jiných chromozómů nevyskytuje v páru. Každý muž má jeho jedinou kopii. Díky tomu odpadá nejistota, která kopie se bude přenášet na potomstvo, zároveň nehrozí riziko jinak běžných rekombinací mezi těmito kopiemi. Z těchto důvodů zůstává haplotyp na chromozómu Y značně homogenní a při přenosu z otce na syna je až na velmi ojedinělé výjimky prakticky totožný. Této vlastnosti se využívá v genealogii pro zjišťování otcovské linie (test Y-DNA).

### SNP haplotyp
Určit haplotyp z DNA na chromozómu Y lze dvěma způsoby. Buď pomocí jednonukleotidových polymorfismů (SNP) nebo STR (z anglického short tandem repeats = krátké tandemové repetice) markerů (často označovaných jako DYS).
První způsob je založen na předpokladu, že daná mutace mohla proběhnout pouze jedenkrát v celé lidské historii. Takové testy lze využít přímo pro stanovení příslušné haploskupiny a její následné zařazení do pomyslného vývojového stromu lidské populace. Haploskupiny lze také do jisté míry geograficky lokalizovat, což umožňuje stopovat dávné migrace přímých předků.
Metodou volby se v dnešní době staly různé formy DNA čipů (microarray). Poslední varianty většiny hlavních producentů umožňují naráz stanovit okolo jednoho milionu SNP, v některých případech ještě navíc několik set tisíc nepolymorfních sekvencí využívaných ke stanovení variant v počtu kopií (copy number variation).

### Y-STR haplotyp
Jiným typem výsledku je Y-STR haplotyp, tj. sada hodnot Y-STR markerů. Při tomto testu se využívá část DNA, která podléhá mutaci relativně často. Toho lze využít pro sledování změn DNA v průběhu nepříliš vzdálené minulosti. To však zároveň znamená, že namísto toho, aby celé potomstvo přenášelo od jisté genetické události tuto změnu stejným způsobem, dochází v daných místech k rozptylu, čímž vznikají jakési shluky více či méně podobných dat. Pomyslný střed takového shluku představuje modální haplotyp, tedy předpokládaný originál haplotypu v okamžiku poslední genetické události. Rozptyl shluku pak vypovídá o diverzitě haplotypu. Čím hlouběji v minulosti daná událost proběhla, čím větší byl následný nárůst populace, tím vyšší je u příslušného potomstva diverzita haplotypu. Pokud je však diverzita mezi danými jedinci nízká, může to naznačovat, že jejich společný předek žil celkem nedávno, případně že zde došlo v nedávné historii k rychlé populační expanzi.
Za zmínku stojí, že na rozdíl od SNP nelze u této metody zaručit, že dvě osoby s podobným Y-STR haplotypem mají společné předky. Zmíněné genetické události totiž nejsou unikátní. Naopak, shluky Y-STR haplotypů jsou výsledkem různých událostí s rozdílným vývojem, takže se mohou v konečném důsledku překrývat.
Y-STR haplotyp může občas naznačovat příslušnost k určité Y-DNA haploskupině. Ve většině případů se však vychází ze stavu, který nastal dlouho po události vedoucí k utvoření nové haploskupiny. Shluk Y-STR haplotypu, zahrnující potomstvo od dané události, má tudíž větší rozptyl a tak výrazně překrývá obdobně rozptýlené shluky Y-STR haplotypů jiných haploskupin. To znesnadňuje odhady, ke které Y-DNA haploskupině daný Y-STR haplotyp patří. Bez testu SNP lze z hodnot Y-STR získat pouze hodnoty pravděpodobností, nikoliv jistotu.
Obdobná situace je u příjmení. Shluk Y-STR haplotypů osob se stejným příjmením může naznačovat společného předka (jemu patří modální haplotyp), avšak jen pokud je shluk dostatečně vzdálen od jiných, lze předpokládat, že dané příjmení bylo přijato nezávisle od jiných.
Počet běžně testovaných markerů se pohybuje zpravidla v počtu několika málo desítek. Horní hranice se však neustále zvyšuje.